# Mahajanapades

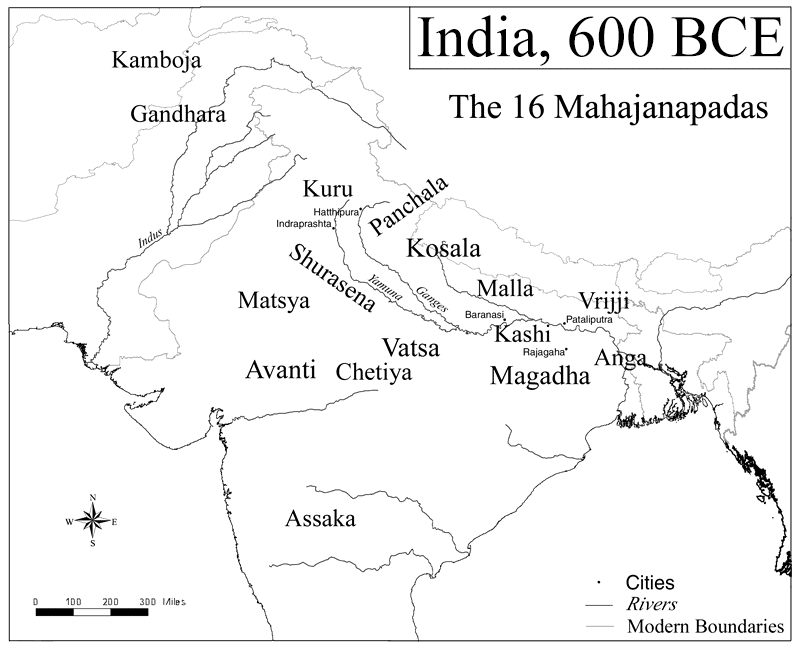
Mapa dels Mahajanapades.

Els maja yana pades varen ser diversos regnes que varen coexistir en el nord i nord-est de l'Índia, a mitjans del I mil·lenni aC
- mahājanapada en escriptura devanagari.
- महाजनपद en el sistema AITS (alfabet internacional de transliteració sànscrita).
- Pronunciació: majà yàna padà

## Etimologia
Literalment significa “grans regnes” (del sànscrit mahā: ‘gran', yana-padà: germandat, nació, poble, súbdits (en oposició al sobirà), imperi, país habitat, sent yana: “gent, tribu” i “pada”: “lloc”.

## Història
L'antic text budista Anguttara nikaya (l. Pàg. 213; IV. els punts 252, 256, 261) fan referència freqüent a 17 grans regnes que havien desenvolupat i havien prosperat a la zona nord i nord-oest del subcontienent indi abans de l'expansió del budisme a l'Índia (és a dir, abans del segle VI aC). No menciona cap història, llevat del cas de Magadha. El llibre budista Anguttara nikaya, en diversos llocs, dona una llista d'aquestes 17 nacions:
- Anga
- Asaka
- Avanti
- Estupa
- Gandhara
- Kambodja
- Kasi
- Kosala
- Kuru
- Matsia
- Magadha
- Mal·la
- Pantxala
- Shúrasena
- Vayyi (o Vriyi)
- Vatsa (o Vamsa)

Un altre text budista, el Digha nikaia (vol. II, pàg. 200) menciona només els primers dotze mahajanapades i omet els quatre restants de la llista abans mencionada.
El Chulla niddesa, un altre text antic del canó budista, afegeix Kalinga a la llista i parla de lona en lloc de Gandhara, així enumera Kambodja i Iona com l'únic majayanapada d'Uttarapatha.
El text jaista Bragavati-sutra llista amb brevetat 16 maja yanapades.
Òbviament, l'autor del Bjagavati-sutra té el seu focus només en els països de Madhiesa i del sud i extrem Orient. L'autor omet les nacions d'Uttarapatha (com ara Cambodja o Gandhara). L'hortizó més estès de Bhagavati i l'omissió de tots els països de Uttarapatha demostra clarament que la llista de Bhagavati té un origen tardà i, per tant, menys confiable.